# 주 은공
주 은공(邾 隱公, ? ~ ?, 재위 : 기원전 506년 ~ 기원전 487년, 기원전 472년 ~ 기원전 471년)은 주나라의 18대 군주이다. 이름은 익(益)이다.

## 사적
기원전 506년 선군 주 장공(邾 莊公) 천(穿)의 뒤를 이어 임금이 되었다. 그가 곧 주 은공(邾 隱公)이다.
제후들의 회맹에도 참여하였다. 그런데 은공은 본래 세자 시절부터 무도하고 우매하여 폭정을 일삼았다.
기원전 495년 봄 은공이 노나라에 내조했다. 그러나 은공과 노 정공 둘 다 예를 제대로 행하지 않아 공자의 제자인 자공이 두 군주 모두 곧 죽거나 화를 입으리라고 예견했다. 과연 여름 5월 22일에 노 정공이 죽자 공자가 불행하게도 사(자공)가 한 말이 맞았다고 하며 이 일로 사가 말이 많아지겠다고 하였다.
기원전 488년 노나라의 계손비가 주나라를 치려고 연회를 마련한 뒤 대부들을 초청하여 상의했다. 대부 자복하(자복경백)가 반대하자 중손하기(맹 의자)가 다른 대부들에게 어찌 생각하냐고 물었다. 그러자 어떤 대부도 반대하여 모두 즐겁지 못한 표정으로 흩어졌다.
가을 노나라가 주나라를 쳤다. 노나라의 군사가 주나라의 범문(곽문)에 이르렀다.
기원전 487년 오(吳)나라의 태재(太宰) 백비(伯嚭)가 은공의 폭정을 두고 볼수없어 왕명을 받들어 은공을 폐위한 뒤 궁에 유폐하고 그 주변에 담을 높게 쌓고 가시나무를 둘러친 뒤 굳게 지키게 했다. 백비는 돌아갈 때 세자 혁(革)을 세웠다. 그가 주 환공(邾 桓公)이다. 환공은 은공 때의 잘못된 정치를 바로잡았다.
후에 은공은 노나라로 달아난 뒤 다시 제나라로 달아났다. 오나라가 망하자 기원전 473년에 월(越)나라에 가서 "오나라가 무도하여 아비인 나를 폐하고 내 아들을 올렸소."라 호소하자 월나라는 곧바로 환공을 폐하고 은공을 복위시켰다. 그러자 환공은 월나라로 달아났다.
그러나 은공은 복위했어도 무도하고 방탕한 짓을 일삼았다. 이리하여 월나라는 은공이 복위한 지 1년 만인 기원전 471년에 다시 은공을 폐하여 몰아내고 은공의 아들 공자 하(何)를 세웠다. 그가 주자 하(邾子 何)이다. 그러나 주자 하 역시 무도했다. 그리하여 주나라는 더욱 더 쇠락했다.
은공과 환공은 월나라에서 살다가 세상을 떠났다.

## 같이 보기
- 주 장공